# Plistobunus rapax
Plistobunus rapax is een hooiwagen uit de familie Epedanidae.